# Jana Šenková
Jana Šenková Napolitano (Šternberk, 11 luglio 1982) è un'ex pallavolista ceca.
Giocava nel ruolo di schiacciatrice.

## Carriera
La carriera di Jana Šenková, moglie dell'allenatore Bruno Napolitano, ha inizio nel 1998, giocando per l'Olomouc, club con il quale resta legata per cinque stagioni; nel 2002 entra a far parte della nazionale ceca. Nella stagione 2003-04 passa all'Olymp Praha, dove resta per tre annate, vincendo uno scudetto e due coppe nazionali.
Nella stagione 2006-07 si trasferisce in Italia, ingaggiata dalla Robur Tiboni Urbino in Serie A2, mentre nell'annata successiva veste la maglia del Life Milano.
Nella stagione 2008-09 passa al Parma, dove resta per tre stagioni, vincendo la Coppa Italia di Serie A2 2008-09 e ottenendo la promozione in Serie A1 al termine della stagione 2010-11: tuttavia al termine del campionato decide di ritirarsi dall'attività agonistica, così come aveva abbandonato la nazionale al termine del campionato europeo 2009, salvo poi tornare sui suoi passi.
Dopo un anno di inattività, torna infatti alla pallavolo giocata nella stagione 2012-13, ingaggiata dal Cuatto Giaveno, neo-promossa in Serie A1, mentre nella stagione successiva ritorna nel campionato ceco, nella squadra di Olomouc, interrompendo nuovamente la propria carriera al termine dell'annata per esigenze familiari e lavorative.
Rientra in campo per l'Extraliga 2016-17, quando accetta la proposta del Tělocvičná jednota Sokol Šternberk Volejbal, mentre in quella seguente torna all'Olomouc, conquistando nella stagione 2018-19 coppa nazionale e campionato: al termine dell'annata si ritira dall'attività agonistica.

## Palmarès

### Club
- Campionato ceco: 2

2004-05, 2018-19
- Coppa della Repubblica Ceca: 3

2003-04, 2004-05, 2018-19
- Coppa Italia di Serie A2: 1

2008-09